# Schrappinga
Schrappinga (Stellingwerfs: Schrappinge; Fries: Skrappingea) is een buurtschap in de gemeente Ooststellingwerf.
Het ligt ten noorden van Oosterwolde, waar het officieel ook onder valt. Samen met Bentemaden, Jardinga en Weper ligt Schrappinga op een zandrug tussen de Boven Tjonger en het Grootdiep. In 1622 wordt het al vermeld als Schrappinga.
In 1644 wordt de Stellingwerfse naam Schrappinge gebruikt door Schotanus.
De plaatsnaam zou kunnen zijn afgeleid van de gelijknamige boerderij die er heeft gestaan van de familie Schrap. Mogelijk hangt het ook samen met het feit dat daaruit een nederzetting (een ga) zou zijn ontstaan.